# Barre-des-Cévennes
 Barre-des-Cévennes  es una población y comuna francesa, situada en la región de Languedoc-Rosellón, departamento de Lozère, en el distrito de Florac y cantón de Barre-des-Cévennes.

## Demografía
| 207 | 201 | 152 | 214 | 187 | 180 |
| Para los censos de 1962 a 1999 la población legal corresponde a la población sin duplicidades (Fuente: INSEE [Consultar]) |     |     |     |     |     |